# Rudi Balsam

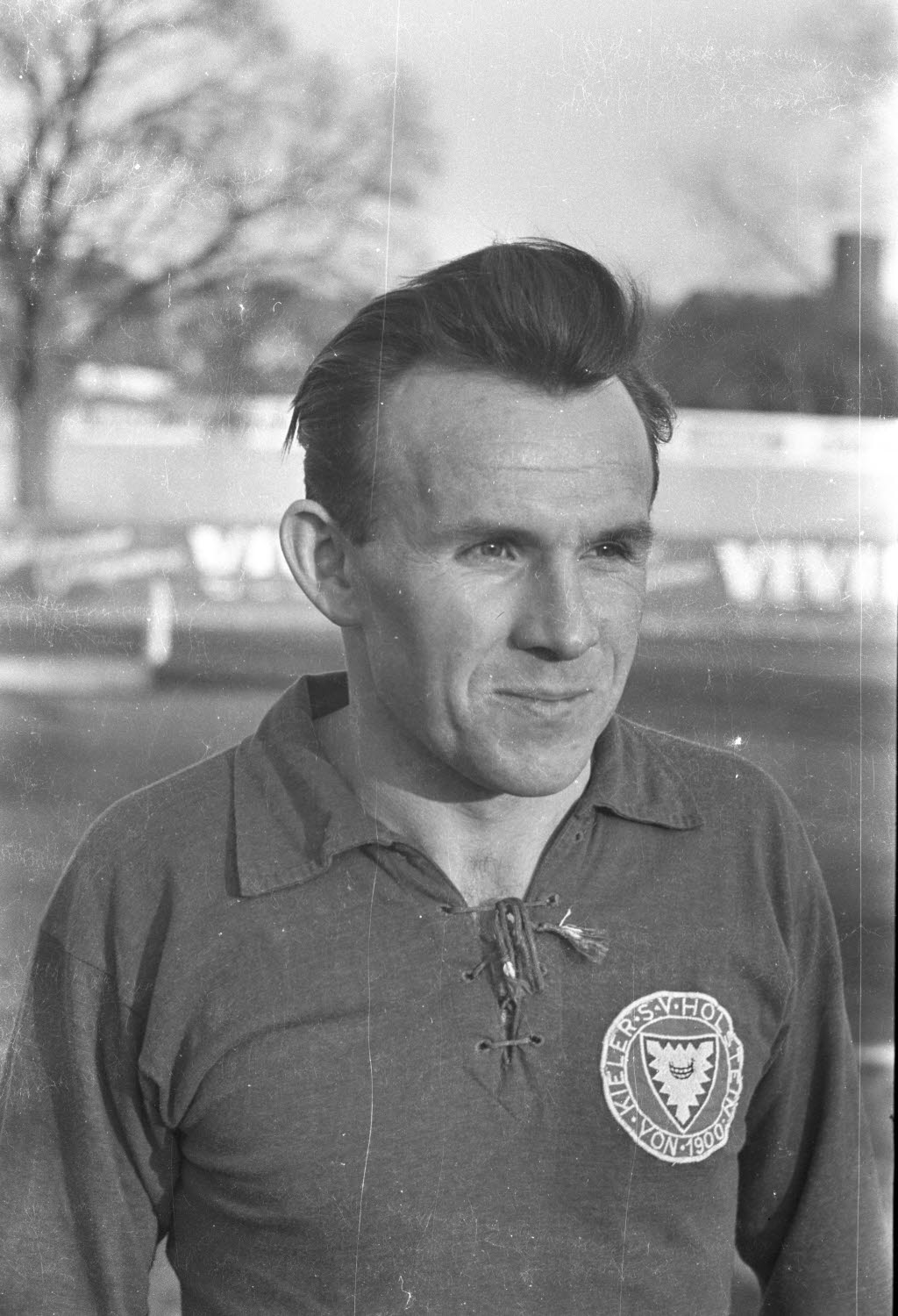
Rudi Balsam im Trikot von Holstein Kiel (Februar 1965)

Rudi Balsam (* 1. Juli 1935; † 31. Januar 2025) war ein deutscher Fußballspieler. Von 1960 bis 1963 absolvierte der zumeist als Verteidiger eingesetzte Balsam in der erstklassigen Fußball-Oberliga Nord für Holstein Kiel 70 Ligaspiele. Nach Ende der Oberliga-Ära schlossen sich von 1963 bis 1969 noch 118 Ligaspiele (2 Tore) in der zweitklassigen Fußball-Regionalliga Nord für die „Störche“ an. Sportliche Höhepunkte waren der Titelgewinn der Regionalligameisterschaft 1965 mit der anschließenden Aufstiegsrunde zur Fußball-Bundesliga und zu Beginn seiner höherklassigen Karriere 1961 der Gewinn der deutschen Amateurmeisterschaft.

## Laufbahn
Erst 1959 führte der Weg des Amateurfußballers Rudi Balsam aus der viertklassigen Landesliga Westfalen von SC Germania Herne an die Förde zum KSV Holstein Kiel; zu Beginn aber nicht in den Vertragsspielerkader in der Oberliga Nord, sondern in den Kreis der KSV-Amateure. Mit diesen belegte er 1959/60 den 6. Rang in Schleswig-Holstein und machte im Rundenverlauf dabei aber bereits durch seine Leistungen auf sich aufmerksam.
In der Saison 1960/61 errangen die „Störche“-Amateure unter Oberstudienrat und Trainer Erich Wolf den Titel des deutschen Amateurmeisters und Spieler wie Peter Wittmaack (Torhüter), Rudolf Balsam und Dieter Krafczyk sammelten im letzten Trainerjahr von Helmuth Johannsen die ersten Oberligaerfahrungen neben Spielern wie Hans-Peter Ehlers, Alfred Bornemann, Gerd Koll und Horst Martinsen; der KSV belegte in der Oberliga Nord mit Unterstützung der Amateure den 7. Rang. Verteidiger Balsam war von Trainer Johannsen bereits am Rundenstart, den 14. August 1960, bei einem 2:1-Heimerfolg gegen den VfL Osnabrück in der Oberliga zum Einsatz gebracht worden. Im Amateuroberhaus von Schleswig-Holstein hatten die Holstein-Amateure vor Phönix Lübeck die Meisterschaft errungen und im Mai/Juni 1961 sich in Spielen gegen SC Union 06 Berlin (2:2 n. V./Wdh. 4:1) und 1. FC Sobernheim (5:2 n. V.) für das Endspiel um die deutsche Amateurmeisterschaft qualifiziert. Das fand am 24. Juni vor dem Finale der Vertragsspieler zwischen dem 1. FC Nürnberg und Borussia Dortmund (3:0) vor 70.000 Zuschauer im Niedersachsenstadion in Hannover gegen den Mittelrheinvertreter Siegburger SV 04 statt. In der zweiten Halbzeit setzten sich die Kieler Amateure überlegen mit 5:1 durch und holten den Titel nach Kiel. Balsam war in der Verteidigung im Einsatz gewesen wie auch in 19 Spielen in der Oberliga Nord und zusätzlich war er mit der Landesauswahl von Schleswig-Holstein in das Finale um den Länderpokal eingezogen, welches er aber mit seinen Mannschaftskameraden mit 1:2 gegen die Auswahl von Hamburg verloren hatte. In der Oberligarunde ragte der 1:0-Heimerfolg am 22. Januar 1961 gegen den Nordserienmeister Hamburger SV heraus, als die „Rothosen“ mit ihrem 101-Tore-Angriff in der Besetzung mit Klaus Neisner, Horst Dehn, Uwe Seeler, Klaus Stürmer und Gert Dörfel keinen Treffer gegen die KSV-Verteidigung mit Torhüter Peter Wittmaack und Verteidiger Balsam erzielen konnten und damit das einzige Ligaspiel ohne eigenen Treffer erlebt hatten. Den Siegtreffer hatte Amateurkollege Dieter Krafczyk bereits in der 3. Spielminute erzielt.
In den letzten zwei Runden der alten erstklassigen Oberliga Nord belegten Balsam und Kollegen 1962 und 1963 unter dem Johannsen-Nachfolger Erich Wolf jeweils den 5. Rang. Aus der Oberliga Nord wurden für die neue Fußball-Bundesliga ab der Saison 1963/64 die Teams vom Hamburger SV, Werder Bremen und Eintracht Braunschweig aufgenommen. Anfang Juni 1963 führte Kiel eine Island-Reise durch. Von 1960 bis 1963 hatte Balsam 70 Ligaspiele in der Oberliga Nord absolviert. Die Ära der erstklassigen Oberliga Nord beendete Kiel am 29. April 1963 mit einem 5:2-Heimerfolg gegen den VfB Oldenburg; Balsam hatte wie gewohnt als Verteidiger mitgewirkt und der KSV den 5. Rang in der Abschlusstabelle 1962/63 belegt.

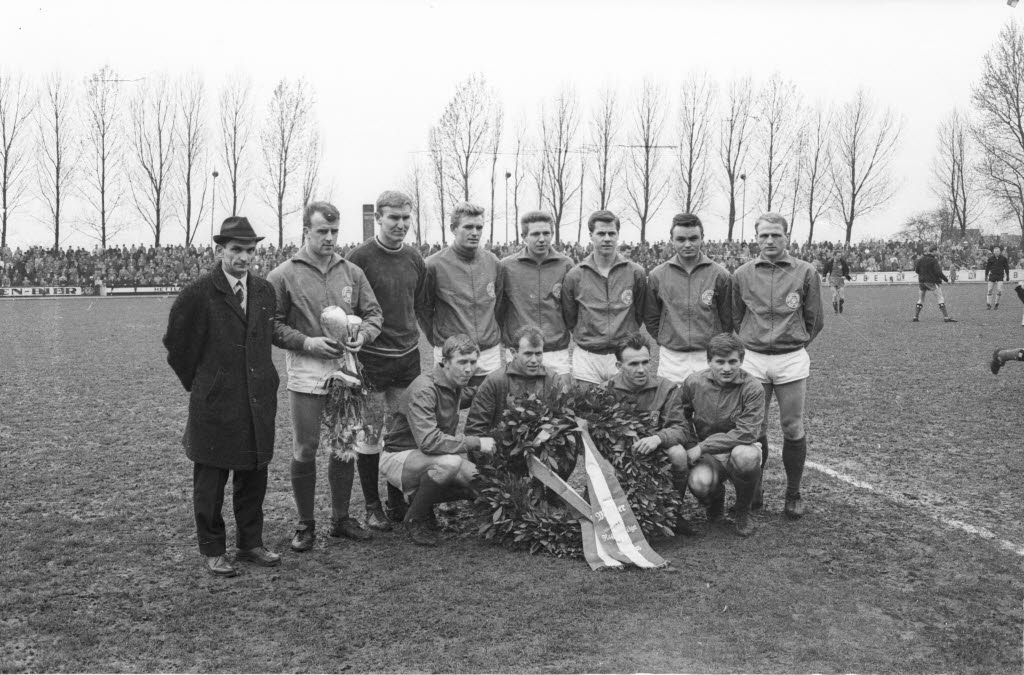
Holstein Kiel als Meister der zweitklassigen Regionalliga Nord in der Saison 1964/65. Vordere Reihe, zweiter von rechts: Rudi Balsam

Im zweiten Jahr Regionalliga, 1964/65, wurde nach imponierenden 94:41 Toren und 52:12 Punkten überlegen mit zehn Punkten Vorsprung die Meisterschaft gefeiert. Kapitän Ehlers (33-2) war im Verbund mit Torhüter Franz Möck, den Verteidigern Rudi Balsam, Jürgen Harm und den Läufern Werner Bähnck und Günter Tams für die Defensive verantwortlich gewesen. In die Bundesligaaufstiegsrunde startete Kiel am 29. Mai mit einem 1:1-Heimremis gegen den SSV Reutlingen. Der reguläre Braunschweig-Trainer Helmuth Johannsen hatte zu diesem Anlass die Betreuung der Kieler übernommen und den Nordmeister mit der Abwehrformation um Torhüter Franz Möck, den Verteidigern Balsam und Jürgen Harm sowie der Läuferreihe Ehlers, Werner Bähnck und Günter Tams aufs Feld geschickt.
Beim 4:2-Heimerfolg am 19. Juni 1965 gegen den Westmeister Borussia Mönchengladbach hielt die KSV-Abwehr mit Verteidiger Balsam den hochgelobten „Fohlen“-Angriff mit Herbert Laumen, Jupp Heynckes, Bernd Rupp, Günter Netzer und Werner Waddey in konsequenter Manndeckung in Schach. Mit 6:6 Punkten belegte Kiel den 3. Gruppenrang und Mönchengladbach schaffte mit 8:4 Punkten den Bundesligaaufstieg. In den folgenden zwei Runden, 1965/66 und 1966/67, erreichten Balsam und Kollegen jeweils punktgleich mit Vizemeister 1. SC Göttingen 05 den undankbaren 3. Rang und nach der Saison 1968/69 beendete Rudi Balsam unter Trainer Ehlers seine Aktivität in der Regionalliga Nord. Der 33-Jährige Abwehrroutinier hatte nochmals beim Erreichen des 8. Tabellenranges 28 Ligaspiele absolviert.
Rudi Balsam, der während seiner aktiven Zeit das große Glück hatte, nie ernsthaft verletzt gewesen zu sein, war die ganzen Jahre nach seiner Aktivität noch „Holsteiner mit Leib und Seele“.